# Práxedes (nombre)
Práxedes, Práxedis o Pracxedes es un nombre propio ambiguo, en su variante en español. Proviene del Griego πρακτική (Práxis) que significa "Activo y Emprendedor".

## Santoral
- 21 de julio, Santa Práxedes.[2]

## Variantes en otros idiomas
| Variantes en otras lenguas | Variantes en otras lenguas     |
| -------------------------- | ------------------------------ |
| Español                    | Práxedes, Práxedis o Pracxedes |
| Alemán                     | Praxedis                       |
| Catalán                    | Pràxedes, Pràxedis, Prixedis   |
| Griego                     | πρακτική                       |
| Inglés                     | Praxedes                       |
| Francés                    | Praxède                        |
| Italiano                   | Prassede                       |
| Latín                      | Praxedes (o Praxedis) -is      |
| Ruso                       | Прасседе                       |
| Danés                      | Prassede                       |

## Confusión de género
A pesar de ser un nombre femenino en España, Práxedes era erróneamente usado como nombre masculino, y Práxedis era reservado para el femenino.

## Personajes célebres
- Práxedis Gilberto Guerrero (1882-1910), periodista y revolucionario mexicano.
- Práxedes Giner Durán (1893-1978), militar y político mexicano.
- Praxedis López Ramos (1921-1967), militar mexicano.
- Práxedes Mateo Sagasta (1825-1903), político español.
- Práxedes Llacsahuanga (1952), político peruano.
- Pedro Praxedis Olvera Rodríguez (1880-1931) militar revolucionario mexicano.